# Am (digramme)
Cette page contient des caractères spéciaux ou non latins. S’ils s’affichent mal (▯, ?, etc.), consultez la page d’aide Unicode.
Pour les articles homonymes, voir AM.
Am (minuscule am) est un digramme de l'alphabet latin composé d'un A et d'un M.

## Linguistique
- En français le digramme « am » représente généralement [ɑ̃] devant m, b ou p. Devant n'importe quelle autre consonne ou en fin de mot, c'est le digramme « an »  qui représente cette voyelle.

## Représentation informatique
À la différence d'autres digrammes, il n'existe aucun encodage du Am sous la forme d'un seul signe. Il est toujours réalisé en accolant les lettres A et M.